# Mirosław Głowacki
Mirosław Tadeusz Głowacki (ur. 30 kwietnia 1956 w Olkuszu) – polski inżynier, specjalista w zakresie informatyki stosowanej i inżynierii materiałowej, profesor nauk technicznych.

## Życiorys
W 1980 ukończył studia na Akademii Górniczo-Hutniczej im. Stanisława Staszica w Krakowie. Doktoryzował się na uczelni macierzystej w 1987 w oparciu o pracę pt. Metoda elementów skończonych w zastosowaniu do analizy przestrzennego stanu naprężeń i odkształceń plastycznych. Stopień doktora habilitowanego uzyskał na AGH w 1999 na podstawie rozprawy zatytułowanej Termomechaniczno-mikrostrukturalny model walcowania w wykrojach kształtowych. Tytuł naukowy profesora nauk technicznych otrzymał 19 lutego 2014.
Jako naukowiec i nauczyciel akademicki związany z Akademią Górniczo-Hutniczą im. Stanisława Staszica w Krakowie. Na uczelni tej współorganizował kierunek studiów „informatyka stosowana”. Brał także udział w utworzeniu Zakładu Informatyki Przemysłowej, którego był kierownikiem w latach 2005–2006. W 2003 podjął pracę w Instytucie Fizyki na Wydziale Matematyczno-Przyrodniczym Akademii Świętokrzyskiej, przekształconej następnie w Uniwersytet Jana Kochanowskiego w Kielcach. Wykładał także na Politechnice Częstochowskiej.
Specjalizuje się m.in. w grafice i przetwarzaniu obrazów, technologiach i systemach informatycznych, systemach inteligentnych oraz zabezpieczeniach po stronie klienta. Opublikował ponad 160 prac. W latach 1988–1989 przebywał na stażu naukowym na Uniwersytecie w Stuttgarcie. Został członkiem Sekcji Teorii Procesów Przeróbki Plastycznej Komitetu Metalurgii PAN.
Odznaczony m.in. Medalem Komisji Edukacji Narodowej (2005) i Medalem Srebrnym za Długoletnią Służbę (2008).